# Goldenes Parteiabzeichen der NSDAP

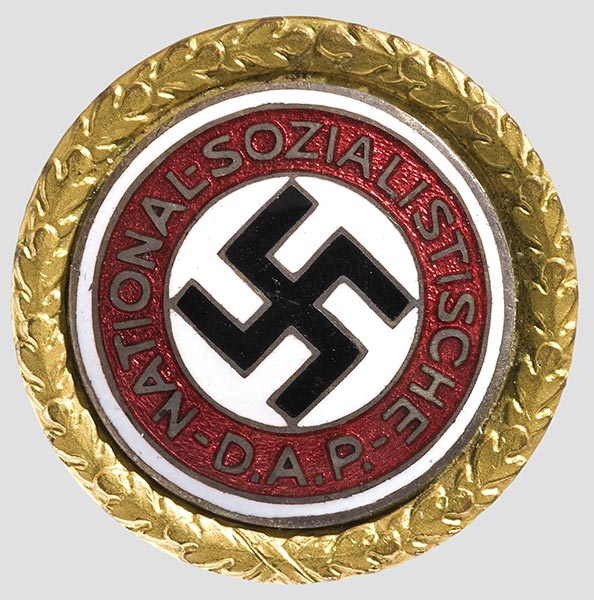
Goldenes Parteiabzeichen der NSDAP (heute verfassungsfeindliches Propagandamittel)

Das Goldene Parteiabzeichen der NSDAP zählt zur Gruppe der Ehrenzeichen der NSDAP und war die dritthöchste Parteiauszeichnung der NSDAP während der Zeit des Nationalsozialismus (nach dem Deutschen Orden der NSDAP und dem Blutorden).
Das Abzeichen zählt in Deutschland zu den verfassungsfeindlichen Propagandamitteln. Seine Herstellung und das öffentliche Tragen oder Verbreiten ist gemäß § 86a StGB verboten.

## Im Nationalsozialismus

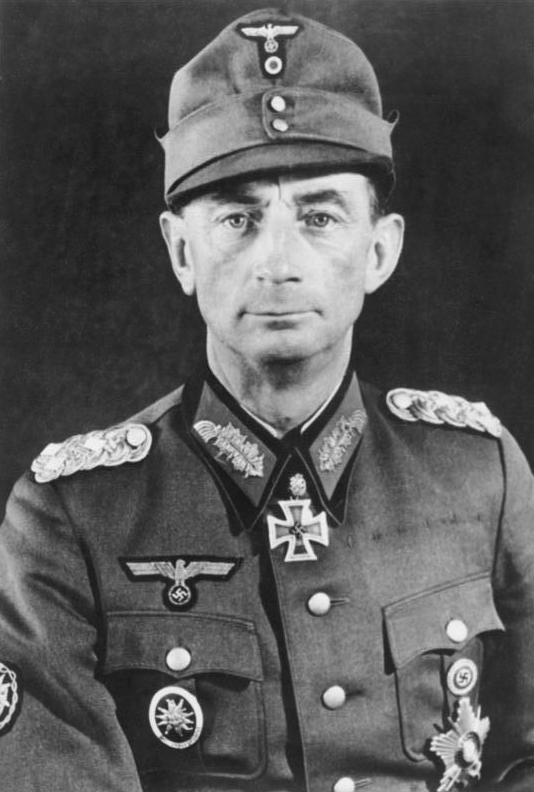
Generaloberst Eduard Dietl mit dem Goldenen Parteiabzeichen der NSDAP (linke Brust)

Das von Adolf Hitler am 9. November 1933 gestiftete Goldene Parteiabzeichen wurde sowohl in einer großen (30 mm) als auch in einer kleinen Ausführung (24 mm) verliehen und bestand aus dem Parteiabzeichen der NSDAP, um das ein goldener Eichenkranz gelegt war. Der Unterschied zwischen beiden Ausführungen bestand lediglich darin, dass bei der „großen Ausführung“ der goldene Eichenkranz größer gestaltet war.
Die „große Ausführung“ wurde auf allen Dienstuniformen der NSDAP und deren Gliederungen sowie militärischen Uniformen bzw. bei Zivilpersonen bei öffentlichen Veranstaltungen am „Gesellschaftsanzug“ getragen. Die „kleine Ausführung“ war dann zu tragen, wenn die „große Ausführung“ als unpassend empfunden wurde oder es nicht die Möglichkeit gab, diese zu benutzen.
Für eine Verleihung gab es zwei Gründe:
1. eine niedrigere Mitgliedsnummer als die am 1. Oktober 1928 ausgegebene 100.000 und eine ununterbrochene Parteimitgliedschaft[1][2] oder
2. eine Verleihung aufgrund „besonderer Verdienste“. Die mit der Auszeichnung Beliehenen wurden damit Mitglied in der Partei. Dies galt auch für aktive Militärpersonen, die nach den geltenden Wehrgesetzen kein Mitglied einer Partei sein bzw. werden durften.

Bei einer Verleihung an Personen mit einer niedrigen Parteinummer war diese auf der Rückseite des Abzeichens eingraviert. Wenn der Träger das goldene Parteiabzeichen ehrenhalber erhalten hatte, waren „A. H.“ für Adolf Hitler und das Verleihungsdatum auf der Rückseite eingelassen.
Extrem selten waren Varianten des Goldenen Parteiabzeichens der NSDAP für Ausländer.
Ferner plante Adolf Hitler offensichtlich, das Goldene Parteiabzeichen um eine Variante auf einem Runenstern und um eine 2. Stufe als „Silbernes Ehrenzeichen“ zu erweitern. Es wurden zwar Musterstücke entworfen, aber zu einer Verleihung dieser Varianten kam es nicht.
Das Goldene Parteiabzeichen bildet das Medaillon des 1942 geschaffenen Deutschen Ordens der NSDAP, der von Hitler ursprünglich als höherwertige Version des Goldenen Parteiabzeichens konzipiert war und auch das Ordensband des Blutordens verwendete.
Die zentrale Vergabe der NSDAP-Mitgliedsnummern war auf Grund einer Führerverordnung vom 29. März 1935 Aufgabe des Aufnahmeamtes. Dies unterstand dem Reichsschatzmeister der NSDAP.

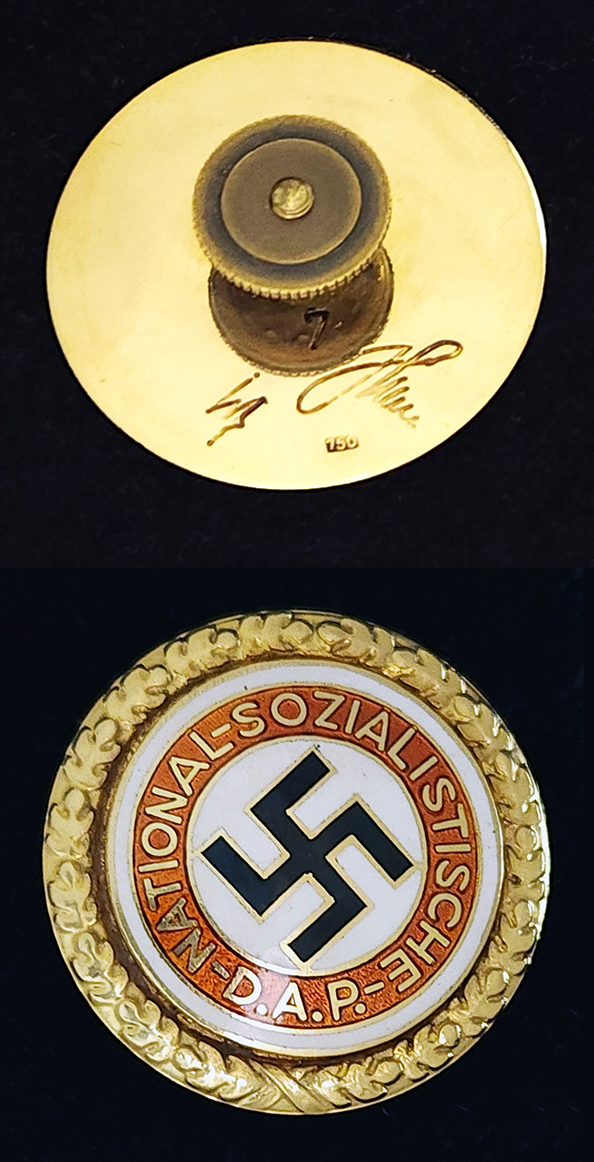
Persönliches Goldenes Parteiabzeichen Adolf Hitlers

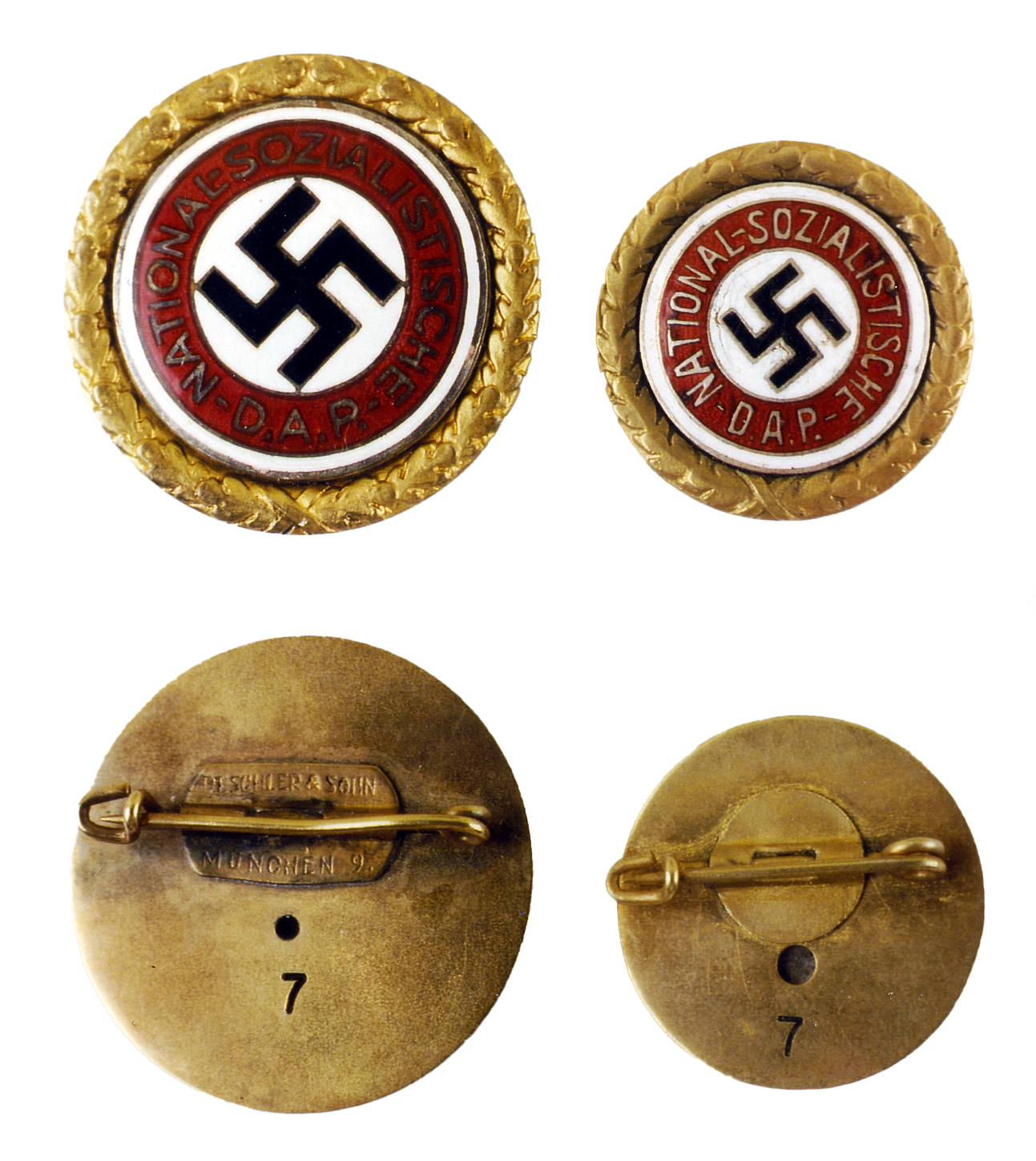
Nachlass Anni Winter. Goldenes Parteiabzeichen Hitlers vor 1937

Hitlers eigenes Parteiabzeichen war eine Sonderanfertigung; auf der Rückseite des Abzeichens ist Nummer „7“ eingraviert. Hitler gab sein Abzeichen am 27. April 1945, drei Tage vor seinem Selbstmord, Magda Goebbels, der Ehefrau Joseph Goebbels'. 1996 teilte der russische Geheimdienst FSB mit, im Besitz des goldenen Parteiabzeichens Adolf Hitlers zu sein. Als anlässlich einer Ausstellung zum 60. Jahrestag der bedingungslosen Kapitulation vom 8. Mai 1945 das Abzeichen erstmals ausgestellt werden sollte, wurde es am 30. Juni 2005 bei einem Einbruch entwendet.

## Heute: Verfassungswidriges Abzeichen
Das Goldene Parteiabzeichen der NSDAP gehört zu den nationalsozialistischen Auszeichnungen, deren Führung in Deutschland nach dem Gesetz über Titel, Orden und Ehrenzeichen vom 26. Juli 1957 in keiner Form zulässig ist.